# Paula Fox
Paula Fox (New York, 22 aprile 1923 – Brooklyn, 1º  marzo 2017) è stata una scrittrice statunitense.
È autrice di romanzi per adulti e per ragazzi e di due libri di memorie. Il suo romanzo The Slave Dancer (1973) ha ricevuto la Medaglia Newbery nel 1974; e nel 1978, ha vinto il premio Hans Christian Andersen. Più recentemente, A Portrait of Ivan le ha fruttato il premio Deutscher Jugendliteraturpreis nel 2008.
ha scritto il libro la danza degli schiavi

## Biografia
Suo padre, Paul Hervey Fox, era uno sceneggiatore degli anni '30, ed era spesso ubriaco. Sua madre, di origine cubana, Elsie De Sola Fox, anche lei sceneggiatrice, alla nascita non la riconobbe e la diede in custodia al reverendo Elwood Corning (chiamato con affetto Uncle Elwood) e a sua madre allettata, a Balmville, New York. Il reverendo la trattò gentilmente, insegnandole un po' alla volta molte cose importanti. Quando Paula Fox era ancora una bambina di 3 anni, andò per la prima volta a visitare la casa dei suoi genitori. Sua madre la trattò come un prigioniero di guerra.
Un matrimonio quando era adolescente, le diede una figlia, Linda, nel 1944. Comunque, data la relazione tumultuosa con i suoi genitori biologici, diede la figlia in adozione. 
Fox successivamente studiò alla Columbia University, si sposò con il critico letterario e traduttore Martin Greenberg, e crebbe due figli, insegnò, e iniziò a scrivere.
La figlia che Fox diede in adozione, Linda Carroll, è la madre della musicista Courtney Love.

## Opere

### Romanzi per adulti
- 1967 Poor George (trad.it. Cercando George, 2005, Fazi)
- 1970 Desperate Characters (trad.it. Quello che rimane, 2003, Fazi) (da questo libro è stato tratto un film nel 1971. Regista:  Frank D. Gilroy . Interprete principale: Shirley MacLaine)
- 1972 The Western Coast (trad.it. Costa Occidentale , 2010 , Fazi)
- 1976 The Widow's Children (trad.it. Il silenzio di Laura, 2004, Fazi)
- 1984 A Servant's Tale (trad.it. Storia di una serva, 2008, Fazi)
- 1990 The God of Nightmares (trad.it. Il dio degli incubi, 2009, Fazi)
- 2011 News from the World: Stories and Essays

### Romanzi per ragazzi
- 1966 Maurice's Room (fotografie di Ingrid Fetz)
- 1967 How Many Miles to Babylon? (illustrato da Paul Giovanopoulos)
- 1967 A Likely Place (illustrato da Edward Ardizzone)
- 1968 Dear Prosper (illustrato da Steve McLachlin)
- 1968 The Stone-Faced Boy (illustrato da Donald A. Mackay)
- 1969 Hungry Fred (illustrato da Rosemary Wells)
- 1969 The King's Falcon (illustrato da Eros Keith)
- 1969 Portrait of Ivan (illustrato da Saul Lambert)
- 1970 Blowfish Live in the Sea
- 1973 Good Ethan (illustrato da Arnold Lobel)
- 1974 The Slave Dancer (illustrato da Eros Keith) (trad.it. La danza degli schiavi, 1998, Mondadori)
- 1978 The Little Swineherd and Other Tales (edizione 1996 illustrato da Robert Byrd)
- 1980 A Place Apart
- 1984 One-Eyed Cat (trad.it. Il gatto con un occhio solo, 2004, Mondadori)
- 1986 The Moonlight Man ISBN 0-02-735480-6
- 1987 Lily and the Lost Boy (pubblicato anche come The Lost Boy) ISBN 0-531-08320-9
- 1988 The Village by the Sea (pubblicato anche come In a Place of Darkness) (trad.it. Il villaggio sul mare, 1996, Mondadori)
- 1991 Monkey Island
- 1993 Western Wind
- 1995 The Eagle Kite (pubblicato anche come The Gathering Darkness) (trad.it. Il volo dell'aquilone, 2003, Mondadori)
- 1997 Radiance Descending (trad.it. Festa di compleanno, 1999, Mondadori)
- 1999 Amzat and His Brothers: hh Italian Tales

### Memorie
- 2001 Borrowed Finery (trad.it. Il vestito della festa, 2007, Fazi)
- 2005 The Coldest Winter: A Stringer in Liberated Europe